# 山田菜々
山田 菜々（やまだ なな、1992年〈平成4年〉4月3日 - ）は、日本のYouTuber、フリーランスのクリエイター。元タレント、元アイドル。女性アイドルグループNMB48、SKE48及びハロープロジェクト関西に所属していたSI☆NAの元メンバー。本名、中山 菜々（なかやま なな）。

大阪府出身。Showtitleに所属していた。
弟は俳優の中山優馬、妹は元NMB48、元Strawberry Girlsの山田寿々。

## 略歴

### NMB48以前
- 2005年、『ハロプロ関西オーディション2005』に参加し合格、ハロプロ関西（ハロー!プロジェクトの関西研修生）として採用され、アップフロント関西に所属。
- 2008年4月12日、研修終了、SI☆NAのメンバーになる。
- 2009年7月25日、学業に専念するため、SI☆NAを卒業。芸能活動を一旦休止。

### NMB48・SKE48メンバーとして
2010年
- 9月20日、『NMB48オープニングメンバーオーディション』に合格（応募総数7,256名、最終合格者26名）。
- 10月9日、『AKB48 東京秋祭り』にてNMB48第1期研究生26名の1人としてお披露目され、NMB48としての活動を開始。
- 12月18日、大阪ドームで開催された「AKB48 Beginner【通常盤】全国握手会イベント『AKB48祭り』powered by ネ申テレビ」において、NMB48第1期研究生25名の1人として、サプライズライブを行い、「会いたかった」、「NMB48」[注 1]を披露。

2011年
- 1月1日、NMB48劇場のこけら落としとして、『NMB48 1期生公演「誰かのために」』が開催され、選抜メンバー16名のうちの一人として公演デビュー。「小池」ではトークパートを大阪弁で担当した。
- 3月10日、NMB48第1期研究生25名の中から16人のうちの1人としてチームNのメンバーに選出された。
- 5月25日発売のAKB48の21stシングル「Everyday、カチューシャ」に収録の楽曲「人の力」の歌唱メンバー（アンダーガールズ）に選出され、AKB48の楽曲に初参加。

2012年
- 5月から6月にかけて投票が実施された『AKB48 27thシングル選抜総選挙』では46位で、ネクストガールズに選出された[7]。AKB48名義では21stシングル「Everyday、カチューシャ」に収録されている「人の力」以来の選抜復帰となった。
- 11月25日に大阪市で開催された大阪マラソン2012にチャリティーサポーターとして参加。

2013年
- 4月18日、オリックス劇場で開催された『NMB48 リクエストアワー セットリストベスト30 2013』において、チームMへ移籍する予定であることが発表された[8]。NMB48内でのチーム移籍はこれが初めてのケースとなった[8]。
- 5月22日発売のAKB48の31stシングル「さよならクロール」の選抜メンバーに選ばれる。
- 5月21日、サポート・メンバーとしてチームMへ異動。
- 5月から6月にかけて投票が実施された『AKB48 32ndシングル選抜総選挙』では28位で、アンダーガールズに選出された[9]。

2014年
- 2月24日、Zepp DiverCityで開催された『AKB48グループ大組閣祭り』にて、チームMのキャプテン就任とSKE48チームKIIとの兼任が発表される[10]。
- 5月から6月にかけて投票が実施された『AKB48 37thシングル選抜総選挙』では29位で、アンダーガールズに選出された[11]。
- 10月15日、グランキューブ大阪で開催された『NMB48 4TH ANNIVERSARY LIVE 2nd DAY』にて、自身の誕生日である2015年4月3日に行われる公演をもってNMB48を卒業することを発表した[12]。

2015年
- 2月1日放送開始のアイドル専門チャンネルKawaiian TVの新番組『アイドリーーーム!!』で初めて単独で番組MCを務める[13]。
- 4月3日のチームM 2nd Stage「RESET」公演をもってNMB48を卒業[14]。

### NMB48卒業後
2015年
- 4月4日、所属事務所をよしもとクリエイティブエージェンシーに移籍[15]。
- 4月24日[16]、自身初の写真集『NMB48卒業メモリアル・フォトブック 山田菜々 4＋3=7』（光文社）を発売[17]。
- 5月29日（30日未明）放送開始のアニメ『出番ですよ!オニギリズ』（チャンネルNECO）で初めて声優を務め、山田、藤森慎吾、中田敦彦との3人で音楽ユニット「オニギリズ」を結成し、主題歌「O.N.I.G.I.R.I.」を担当[18]。

2016年
- 3月、所属事務所をShowtitle（吉本興業子会社）に移籍。

2019年
- 7月17日、お笑いコンビ・EXITとのコラボレーションに参加し、配信シングル「ワンチャン・サマLOVE」（EXIT featuring NANA名義）をリリース[19]。

2021年
- 3月31日、同日をもってShowtitleを退所し芸能界を引退することを発表[3][20]。ただし、SNSやYouTubeは引退後も継続して投稿が続けられている。

2024年
- 3月20日、京セラドーム大阪で開催された『KANSAI COLLECTION 2024 SPRING ＆ SUMMER』（関コレ）ランウェイに、弟・中山優馬、妹・山田寿々と登場。きょうだい初の3ショットを披露した[21][22][23]　。
- 8月24日、アイドルグループ「すべての瞬間は君だった。」をプロデュース[24]。

## 人物
- 弟は俳優の中山優馬[1][5]。また、妹はNMB48・5期生の山田寿々[25]。
- 長所は、思いついたら即行動すること[26]。特技は、起きてから家を出るまでの早さ[26]。
- 額が広い。NMB48加入当初はアピールポイントとしていたが[27]、のちにコンプレックスであるともしている。
- 特徴的な声をしており、「20歳なのに9歳の妹と間違えられる」と嘆いている一方で、「CD聴くと解りやすいから良い」と受け止めているところもある[28]。
- 趣味は音楽鑑賞[26]。好きなアーティストは、奥華子[29]。休日は家族とカラオケを楽しむ[30]。
- はまっていることは、ケータイ小説を読んで泣くこと[30] 、 梨を食べること[31]
- 目標とするタレントはYOU[32]。モーニング娘。の元メンバーの石川梨華の大ファンである。
- 好きな男性のタイプは、フニャーとした笑顔の人。お兄ちゃん的な人[26]。
- 小学校6年生時に、人生初のオーディションを受ける[32]。
- 高校入学後、母親が働いていたファミリーレストランでのアルバイトを皮切りに、居酒屋、コンビニエンスストアなどでアルバイトを経験。給料は携帯電話の使用料に宛てたほか、月1万円は家計に入れていた。NMB48のオーディションについてもアルバイト先の人に教えてもらったという[32]。
- NMB48に合格する前の高校生時代の一時期、医療秘書を目指していた。それまでは勉強は好きではなく、試験の成績も良くなかった[32]。

### NMB48
- 愛称は、なな[33]。山本彩からは「山田」と呼ばれていた[34]。
- キャッチフレーズは、「事件だよ ナナナ！ナナ！ナナ〜（←『火曜サスペンス劇場』（日本テレビ制作）のオープニングテーマ風に） みんなのハートを逮捕しちゃうぞ！」[26]。
- NMB48オーディションで歌った曲は、中森明菜の「少女A」[35]。
- 将来の夢は、大阪城ホールを満員にする。NMB48メンバーの顔写真付き飛行機を作ってもらう。世界進出[30]。
- NMB48の生え抜きメンバー最年長[36]。「メンバーに『おばちゃん』と言われへこんでる」と公式ブログに記したことがある[37]。
- 2014年の『AKB48グループ大組閣祭り』で48グループの全チームに新たに副キャプテン制が導入されたが[38]、それよりも前にチームNの副キャプテンとしての役割を務めていた[39][40]。
- 2014年11月30日に舞浜アンフィシアターで行われた『AKB48グループ冬だ！ライブだ！ごった煮だ！〜遠征出来なかった君たちへ〜』のNMB48 チームM 2nd Stage「RESET」公演において、『NMB48 ポスト山田菜々オーディション』の開催が発表され[41]、2015年2月4日に行われた『NMB48 Arena Tour 2015〜遠くにいても～』大阪城ホール公演2日目において、植村梓が3,000通を超える応募からグランプリに選ばれたことが発表された[42]。卒業するメンバーの“ポスト”としてのオーディション[43]、および合格者が1人限定のオーディションはAKB48グループの正規メンバー募集では期間限定メンバー[注 2]を除いては初めての試みであった[41]。
- 2012年2月8日に発売された「純情U-19」は当初「純情U-18」のタイトルで発売予定だったが、当時最年長の山田が19歳であったため、タイトルが変更された経緯がある[44]。
- 2014年8月時点でNMB48からの卒業を決心していたが、スタッフから慰留された[32]。
- 親しいメンバーは小笠原茉由、渡辺美優紀、山本彩[26]。
- NMB48の「推しメン」[注 3]は白間美瑠。携帯電話の待ち受け画像にもしている[45]
- NMB48メンバーから妹にしたいとよく言われる[30]。
- 大場美奈とは生年月日および血液型が同一で、その大場とは兼任先のSKE48チームKIIで同じチームとなった[46][47]。
- Google+における、AKB48グループの部活動では自動車部に所属していた[48]。

## NMB48・SKE48在籍時の参加楽曲

### シングルCD選抜楽曲
NMB48名義
- 絶滅黒髪少女
  - 青春のラップタイム
  - 僕が負けた夏 - 「白組」名義
  - 三日月の背中
- オーマイガー!
  - 僕は待ってる
  - 結晶 - 「白組」名義
  - 嘘の天秤 -「NMBセブン」名義
- 純情U-19
  - 努力の雫 - 「白組」名義
  - 恋愛のスピード - 「NMBセブン」名義
- ナギイチ
  - 初恋の行方とプレイボール  - 「NMBセブン」名義
  - 僕がもう少し大胆なら - 「紅組」名義
- ヴァージニティー
  - 妄想ガールフレンド
  - 僕らのレガッタ - 「白組」名義
- 北川謙二
  - 恋愛被害届け - 「紅組」名義
- 僕らのユリイカ
  - 届かなそうで届くもの
  - 奥歯 - 「白組」名義
- カモネギックス
  - どしゃぶりの青春の中で - 「白組」名義
- 高嶺の林檎
  - 水切り - 「紅組」名義
- らしくない
  - 友達
  - 右にしてるリング - 「Team M」名義
- Don't look back!
  - 卒業旅行
  - ハート、叫ぶ。 - 「Team M」名義
  - みんな、大好き

SKE48名義
- 不器用太陽
  - サヨナラ 昨日の自分 - 「Team KII」名義
- 12月のカンガルー
  - DA DA マシンガン - 「Team KII」名義

AKB48名義
- 「Everyday、カチューシャ」に収録
  - 人の力 - 「アンダーガールズ」名義
- 「ギンガムチェック」に収録
  - ドレミファ音痴 - 「ネクストガールズ」名義
- 「UZA」に収録
  - 次のSeason - 「アンダーガールズ」名義
- 「永遠プレッシャー」に収録
  - HA! - 「NMB48」名義
- 「So long !」に収録
  - Waiting room - 「アンダーガールズ」名義
- さよならクロール
- 「恋するフォーチュンクッキー」に収録
  - 愛の意味を考えてみた - 「アンダーガールズ」名義
- 「鈴懸の木の道で「君の微笑みを夢に見る」と言ってしまったら僕たちの関係はどう変わってしまうのか、僕なりに何日か考えた上でのやや気恥ずかしい結論のようなもの」に収録
  - 君と出会って僕は変わった - 「NMB48」名義
- 「前しか向かねえ」に収録
  - KONJO - 「Talking Chimpanzees」名義
- 「心のプラカード」に収録
  - 誰かが投げたボール - 「アンダーガールズ」名義
- 「希望的リフレイン」に収録
  - 歌いたい - 「かとれあ組」名義
- 「Green Flash」に収録
  - パンキッシュ - 「NMB48」名義

### アルバムCD選抜楽曲
NMB48名義
- 『てっぺんとったんで!』に収録
  - てっぺんとったんで!
  - 12月31日
  - Lily - 「teamN」名義
  - 太宰治を読んだか?
- 『世界の中心は大阪や 〜なんば自治区〜』に収録
  - イビサガール
  - “生徒手帳の写真は気に入っていない”の法則
  - 夏の催眠術 - 「Team M」名義
  - ピーク

AKB48名義
- 『ここにいたこと』に収録
  - ここにいたこと
- 『1830m』に収録
  - いつか見た海の底 - 「Up-and-coming girls」名義
  - 青空よ 寂しくないか?
- 『次の足跡』に収録
  - JJに借りたもの
- 『ここがロドスだ、ここで跳べ!』に収録
  - 生き続ける

### 劇場公演ユニット曲
チームN 1st Stage「誰かのために」公演
- 蜃気楼
- 制服が邪魔をする
※全員参加曲ではあるものの、「小池」では台詞部分を担当。

チームN 2nd Stage「青春ガールズ」公演
- 禁じられた2人
- ふしだらな夏

チームM 1st Stage「アイドルの夜明け」公演
- 口移しのチョコレート（1st UNIT）
- 天国野郎（2nd UNIT）

チームM 2nd Stage「RESET」公演
- 心の端のソファー

チームKII 5th Stage「ラムネの飲み方」公演
- 眼差しサヨナラ

## 作品

### 参加作品
|   | 配信開始日    | タイトル                                            | 販売形態         | 収録アルバム |
| - | ------------- | --------------------------------------------------- | ---------------- | ------------ |
| 1 | 2019年7月17日 | ワンチャン・サマLOVE（「EXIT featuring NANA」名義） | ダウンロード配信 |              |

## 出演

### テレビ
- おはよう朝日です（2011年3月22日 - 2014年3月25日、ABCテレビ）※レギュラーレポーター
- 発見!仰天!!プレミアもん!!! 土曜はダメよ!（2011年 - 2015年3月21日、読売テレビ）
- ブレインアスリート（2012年4月1日 - 6月3日、日本テレビ）
- ワケあり!レッドゾーン（2013年10月4日 - 2015年1月31日、読売テレビ） - アシスタント
- ブラックミリオン（2013年11月2日 - 2014年3月24日、テレビ東京）
- アッコにおまかせ!（2014年2月16日 - 不定期出演、TBS）
- アイドリーーーム!!（2015年2月1日 - 2016年9月25日、Kawaiian TV） - MC[49]
- バイキング（月曜レギュラー：2015年3月30日 - 10月5日 / 専属レポーター：2015年11月23日 - 、フジテレビ）
- おまかセルフィ〜島ぜんぶでお～きな自撮り〜（2015年4月6日、フジテレビ）-　MC
- 映画ちゃん（2015年6月7日 - 12月6日、チャンネルNECO）
- 自動車冒険隊（2015年10月2日 - 2016年3月30日、TOKYO MX） - 隊員[50]
- 田村淳の地上波ではダメ!絶対!（2016年4月28日 - 不定期出演、BSスカパー）
- シャド場 〜シャドウバースで繋がるゲームバラエティ〜（2017年10月6日 - 2019年3月30日、TOKYO MX） - レギュラー[51]
- 王様のブランチ（2017年10月7日 - 2021年3月13日、TBS） - リポーター[52]
- そんなコト考えた事なかったクイズ!トリニクって何の肉!?（2019年4月9日 - 不定期出演、朝日放送テレビ・テレビ朝日系列） - 出題時の娘 役[注 4]

### テレビドラマ
- 慰謝料弁護士〜あなたの涙、お金に変えましょう〜（2014年1月9日 - 3月27日、読売テレビ） - 水谷沙羅 役

### テレビアニメ
- 出番ですよ!オニギリズ（2015年5月29日 - 10月30日、チャンネルNECO） - もんちゃん 役
- きんだーてれび「あわじしまの七福神」（2020年10月5日 - 、きんだーてれび枠内ショートアニメ） - 大黒天 役

### ラジオ
- オレたちゴチャ・まぜっ!〜集まれヤンヤン〜（2015年4月18日 - 12月26日、MBSラジオ） - ヤンヤンガールズ7期生
- ラジオiNEWS（2019年6月6日 - 20日、ラジオNIKKEI） - 6月木曜マンスリーパーソナリティ[53][54]

### 映画
- NMB48 げいにん!THE MOVIE お笑い青春ガールズ!（2013年8月1日、よしもとクリエイティブ・エージェンシー）
- NMB48 げいにん!THE MOVIE リターンズ 卒業!お笑い青春ガールズ!!新たなる旅立ち（2014年7月25日、よしもとクリエイティブ・エージェンシー） - 山田菜々 役
- マスタード・チョコレート（2017年4月29日、ユナイテッド・エンタテインメント） - 主演・津組倫子 役[55]
- 紅葉橋（2018年8月18日、墨田区曳船文化センターにてプレミア上映） - ヒロイン・山名紗知 役[56]
- Bの戦場（2019年3月15日、KATSU-do） - 新婚カップル 役[57]
- CINEMA JOURNEY 湯梨浜×門司×宗像「あなたがここにいるだけで むなかた三姉妹物語」（2019年6月29日、よしもとクリエイティブ・エージェンシー） - 主演・一希 役[58][注 5]

### 舞台
- テイラー・バートン 〜奪われた秘法〜（2015年8月20日 - 22日、草月ホール）
- スーパーダンガンロンパ2THE STAGE〜さよなら絶望学園〜（2015年12月3日 - 13日、Zeppブルーシアター六本木） - 七海千秋 役
- 劇団東京イボンヌ 第11回公演「ドヴォルザークの新世界」（2016年6月7日 - 10日、スクエア荏原ひらつかホール）
- ピラミッドだぁ！（2016年8月28日 - 29日、草月ホール）[59]
- 吉本新喜劇「ロミオとジュリエットと吉本新喜劇」（2017年6月14日 - 16日、なんばグランド花月） - ジュリエット 役
- MIDSUMMER CAROL ガマ王子 vs ザリガニ魔人（2017年8月16日 - 20日、シアターサンモール / 9月2日・3日、ABCホール） - 主演・パコ 役
- SaGa THE STAGE 〜七英雄の帰還〜（2018年9月21日、戸田市文化会館 / 10月2日 - 8日、シアター1010 / 10月17日 - 21日、サンケイホールブリーゼ） - ロックブーケ 役[60]
- 新 陽だまりの樹（2020年4月3日 - 19日、東京建物 Brillia HALL / 4月28日、福岡市民会館 / 4月30日、熊本城ホール / 5月8日・10日、新歌舞伎座 / 5月16日・17日、愛知県芸術劇場） - おせき 役[61]

### CM
- ジョージア エメラルドマウンテンブレンドカフェオレ 「カフェオレ派登場」篇（2011年10月5日 - 、日本コカ・コーラ） - 友近、椿鬼奴と共演[62]
- モンスターハンター3G（2011年11月 - 、カプコン） - 徳井義実（チュートリアル）、スリムクラブと共演[63]

### 広報
- P&G ファブリーズ クルマ イージークリップ WEB動画「千鳥が行く! ルート931の旅。in 八丈島・くさや」（2017年4月24日 - ）[64]

### ネット配信
- 直美と菜々のこの先生きのこる大作戦（2015年5月23日 - 、ニコニコ生放送）
- AbemaPrime（2016年4月12日 - 2020年3月24日、AbemaTV） - 火曜日レポーター、のちにアンカー[65]
- カップヌードル発売45周年！OBAKA‘s UNIVERSITY学園祭2016（2016年9月17日、ニコニコ生放送） - メインMC[66]
- VRで超接近！山田菜々 7つのバレンタイン物語（2017年2月11日 - 14日、360Channel VR作品） - 山田菜々 役[67]
- シモネタGP（2018年5月14日 - 6月4日・9月17日 - 12月3日、AbemaTV） - アシスタント
- 全日本パリピ選手権（2018年5月30日 - 、AbemaTV） - 審査員[68]
- アベマ大縁日〜人気番組勢ぞろい！神宮花火大会生中継で豪華プレゼント大放出SP〜（2018年8月11日、AbemaTV）[69]

### MV
- YOAKE「ユートピア」（2021年9月27日）[70]

### イベント
- TGC teen 2019 Summer（2019年7月29日、新木場STUDIO COAST） - 「EXIT featuring NANA」名義[71]

## 書籍

### 写真集
- 山田菜々 4+3=7（2015年4月24日、光文社）ISBN 978-4334902025
- nanairo（2016年8月10日、ワニブックス、撮影：樂滿直城）ISBN 978-4847048555

### カレンダー
- 山田菜々 2016年 カレンダー（2015年11月1日、ワニブックス）ISBN 978-4847047848
- 山田菜々 カレンダー 2017（2016年11月5日、ワニブックス）ISBN　978-4847048746
- 山田菜々 カレンダーブック 2018（2018年3月16日、ワニブックス）ISBN 978-4847049996
- 山田菜々 カレンダーブック 2019.04 - 2020.03（2019年3月9日、ワニブックス）ISBN 978-4847082054
- NANA YAMADA calendar 2020.04〜2021.03（2020年2月22日、ワニブックス）ISBN 978-4847082795[72]